# Deformità di Sprengel
Per   deformità di Sprengel chiamata anche scapola alta congenita, in campo medico, si intende la mancata discesa della scapola nella sua posizione definitiva. La scapola è localizzata in una posizione anomala, alta rispetto al collo e al torace del bambino. Questa anomalia interviene con vari gradi di spostamento e di ipoplasia della scapola. La scapola, in condizioni normali, origina in corrispondenza delle vertebre cervicali e si porta gradualmente in basso fino a stabilizzarsi tra la terza e l'ottava vertebra toracica.

## Sintomatologia
Il collo per quanto riguarda la parte interessata all'anomalie sembra essere più corto ma anche più largo. Inoltre si mostrano sovente la scoliosi congenita, sindrome di Klippel-Feil, insufficienza renale.  Si sviluppa sovente un osso omovertebrale

## Eziologia
La causa della deformità è un'anomalia che si è sviluppata durante lo sviluppo uterino della persona, in tal caso è venuto a mancare la discesa scapolare.

## Terapie
Il trattamento (di solo tipo chirurgico) viene esercitato quando la deformità è grave. Fra le scelte chirurgiche oltre alla resezione vi è anche l'osteotomia della clavicola, ma soltanto se vi è effettivo rischio di una futura lesione.